# Rheden (Niedersachsen)
Rheden  er en by og tidligere kommune i det centrale Tyskland med 570(2016) indbyggere, hørende under Landkreis Hildesheim i den sydlige del af delstaten Niedersachsen. Den er en del af amtet (Samtgemeinde) Gronau .

## Geografi
Kommunen har et areal på 15,14 km², og ligger 3 kilometer sydøst for byen Gronau, kun lidt øst for floden Leine og nordvest for Sieben Berge.
Ved Wallenstedt ligger en svæveflyveplads.

### Inddeling
I kommunen ligger landsbyerne:
- Heinum
- Rheden (hovedby)
- Wallenstedt